# Mattia Pegorari
Mattia Pegorari (* 11. September 1983 in Tirano) ist ein ehemaliger italienischer Freestyle-Skier. Er war auf die Buckelpisten-Disziplinen Moguls und Dual Moguls spezialisiert.

## Werdegang
Pegorari trat im Dezember 2002 in Tignes erstmals im Freestyle-Skiing-Weltcup an, wobei er den 51. Platz im Moguls errang und nahm bis 2006 an 32 Weltcups teil. Sein bestes Ergebnis dabei erreichte er im Februar 2006 mit dem 22. Platz im Moguls in Špindlerův Mlýn. Bei den Weltmeisterschaften 2005 in Ruka belegte er den 33. Platz im Dual Moguls sowie den 19. Rang im Moguls und bei den Olympischen Winterspielen 2006 in Turin den 34. Platz im Moguls. Zudem wurde im Jahr 2009 italienischer Meister im Moguls.

## Erfolge

### Olympische Spiele
- 2006 Turin: 34. Platz Moguls

### Weltmeisterschaften
- 2005 Ruka: 19. Platz Moguls, 33. Platz Dual Moguls

### Weltcupwertungen
Pegorari nahm an 32 Weltcups teil.
| Saison  | Gesamt | Gesamt | Moguls | Moguls |
| Saison  | Platz  | Punkte | Platz  | Punkte |
| ------- | ------ | ------ | ------ | ------ |
| 2004/05 | -      | -      | 3      | 59.    |
| 2005/06 | 2      | 176.   | 17     | 54.    |